# Isobare (météorologie)
Pour les articles homonymes, voir isobare.

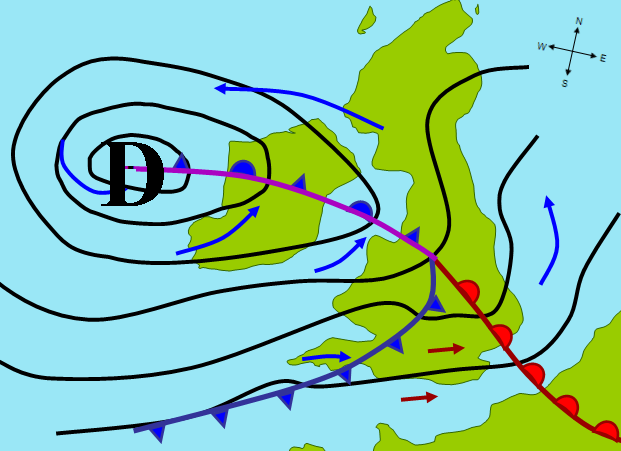
Carte météorologique de la pression de surface avec en noir les lignes de pression égale : les isobares.

Une isobare est une ligne, sur un graphe ou une carte météorologique, reliant les points d'égale pression. Dans l'espace à trois dimensions que forme l'atmosphère, les lignes de surface isobare réunissant à un instant déterminé les points de même pression atmosphérique servent à délimiter sur les cartes d'analyse objective et celles de prévision météorologique les systèmes météorologiques : dépressions, anticyclones, creux et crêtes barométriques.

## Utilisation
Les isobares sont en général indiquées sur les cartes normalisées au niveau de la mer, dites cartes de surface. Le calcul de la pression réduite à ce niveau ou, de façon identique, celui de la pression à une altitude comprise entre ce niveau et celui du sol sur une même verticale, permet de tracer une surface isobare de façon continue, même là où la pression associée serait, du fait du relief, supérieure à la pression au sol. Le tracé des isobares permet de repérer les systèmes météorologiques, comme les dépressions et les anticyclones, et leur déplacement dans le temps.
Lorsqu'on trace des cartes météorologiques en altitude, bien qu'on puisse faire des cartes indiquant les lignes isobares à une hauteur standard, on va plutôt tracer les isohypses à des niveaux de pression constante, dites hauteurs isobares. Dans ces cas, on utilise certaines valeurs internationalement fixées de la pression, dont les plus importantes sont 850, 700, 500, 300 et 200 hPa et les isohypses représentent la hauteur par rapport au niveau de la mer où se trouvent ces pressions. Bien sûr, il arrive que des surfaces isobares associées à des valeurs non standard de la pression soient utilisées, par exemple lors des calculs ou des sorties d'un modèle prévision numérique du temps.

## Variation de pression
Ce n'est pas seulement les isobares qui sont importantes. La variation de pression dans les dernières heures, les isallobares, permet de repérer le mouvement instantané des systèmes. Ainsi, les anallobares sont des lignes joignant les points d'égale augmentation de la pression pendant un intervalle de temps déterminé et les catallobares montrent les points d'égale diminution de la pression,.